# P. J. Boudousqué
Philip John Boudousqué, detto P. J. (New Orleans, 23 giugno 1988), è un attore statunitense, meglio noto per il suo ruolo nel film indipendente Coldwater (2013).

## Biografia
Nato e cresciuto a New Orleans, da adolescente Boudousqué forma con gli amici un gruppo punk rock, i Suburban Rats. Dopo l'uragano Katrina, la famiglia viene evacuata a Los Angeles, dove Boudousqué si trova senza conoscenze a 17 anni. Dopo aver accarezzato l'idea di diventare avvocato come suo padre, si iscrive a un corso di recitazione. Tuttavia, la sua carriera d'attore non decolla negli anni seguenti e, scoraggiato, decide di lasciare la città, vendendosi i mobili del monolocale per comprare un biglietto d'aereo per New York.
Il giorno prima di partire si reca comunque all'ultimo provino combinatogli dal suo agente, dichiarando in seguito: «c'è mancato poco che non andassi: c'erano 20 pagine di copione da memorizzare, da aspettare più di due ore in coda ed ero demoralizzato, avevo paura di perdere la faccia di nuovo». Il regista del film Vincent Grashaw rimane colpito e gli chiede di tornare il giorno seguente per provare la scena di nuovo con altri attori, ma Boudousqué deve partire: un mese dopo, a New York, Grashaw lo richiama per informarlo che la parte del protagonista è sua. L'attore esordisce così a 26 anni nel ruolo di Brad Lunders, un giovane che viene internato dai genitori in un riformatorio privato situato nella natura incontaminata dove violenza e prevaricazione sono all'ordine del giorno, nel film indipendente Coldwater (2013).
Presentato al SXSW e poi a numerosi altri festival cinematografici nordamericani e internazionali con un'accoglienza calorosa, il film si fa notare per il suo tasso brutale di realismo, nonostante un budget basso e un cast di attori esordienti. Anche l'interpretazione di Boudousqué riceve il plauso della critica, vedendosi paragonato per tipo di presenza scenica e recitazione a Ryan Gosling.
In seguito a Coldwater, Boudousqué ha recitato in episodi di serie televisive come Pretty Little Liars, American Horror Story e Bones.

## Filmografia

### Cinema
- Coldwater, regia di Vincent Grashaw (2013)
- Don Verdean, regia di Jared Hess (2015)
- Lingua franca, regia di Isabel Sandoval (2019)
- This Is Not a War Story, regia di Talia Lugacy (2021)

### Televisione
- Longmire – serie TV, episodi 2x04-4x05 (2013-2015)
- Major Crimes – serie TV, episodio 2x02 (2013)
- Pretty Little Liars – serie TV, episodio 4x08 (2013)
- American Horror Story – serie TV, episodio 3x07 (2013)
- Bones – serie TV, episodio 9x20 (2014)
- Ascension – miniserie TV, 3 puntate (2014)

## Doppiatori italiani
Nelle versioni in italiano delle opere in cui ha recitato, P.J. Boudousqué è stato doppiato da:
- Davide Perino in Major Crimes